# جورج ستيل (سياسي)
جورج ستيل هو سياسي كندي، ولد في 3 يونيو 1858، وتوفي في 20 أغسطس 1940.